# Escheberg (Rhön)
Der Escheberg bei Schwarzenfels im hessischen Main-Kinzig-Kreis ist ein 516,3 m ü. NHN hoher und bewaldeter Berg der Rhön.

## Geographie

### Lage
Der Escheberg liegt im Naturpark Hessischer Spessart. Westlich des Berges befindet sich das Dorf Schwarzenfels, mit dem südlich davon gelegenen Weiler Güntershöfe und dem etwas südsüdöstlich davon liegenden Sinntaler Grieshof (Hessen), die alle wie der Berg zur Gemeinde Sinntal gehören, und dem südlich davon befindlichen Zeitlofser Grieshof (Bayern). Etwas nordöstlich befindet sich der Sinntaler Ortsteil Züntersbach. Am Westfuß des Berges fließt unterhalb von Schwarzenfels etwa in Nord-Süd-Richtung die Schmale Sinn, deren oberes Tal bei Mottgers die Mittelgebirge Rhön und Spessart voneinander trennt.
Nordwestlicher Nachbar ist der Hopfenberg (491,5 m), nordnordöstlicher der Stiftes (567,7 m) und östlicher der Krechenberg (ca. 453 m). Sein Südausläufer ist der Kälberberg (436,2 m), an den sich südlich davon der Schlageller (435,2 m) und jenseits davon eine weitere Erhebung names Kälberberg (ca. 426 m) anschließen. Jenseits des Krechenbergs und der zuletzt genannten Berge liegt das Tal der Sinn – unter anderem mit den im benachbarten Bayern befindlichen Zeitlofser Ortsteilen Eckarts, Rupboden und Trübenbrunn sowie der nahen Stadt Bad Brückenau.

### Naturräumliche Zuordnung
Der Escheberg gehört in der naturräumlichen Haupteinheitengruppe Osthessisches Bergland (Nr. 35), in der Haupteinheit Vorder- und Kuppenrhön (353) und in der Untereinheit Kuppenrhön (353.2) zum Naturraum Brückenauer Kuppenrhön (353.20).

### Berghöhe
Die Höhe des tatsächlich 516,3 m (rund 516 m) hohen Eschebergs wird aufgrund eines versehentlichen Zahlendrehers teils mit 561,3 m angegeben.

## Verkehr und Wandern
Nördlich vorbei am Escheberg zieht sich die Landesstraße 3180, die Mottgers im Westsüdwesten durch Schwarzenfels mit Züntersbach im Ostnordosten verbindet. Der Berg kann auf Waldwegen und -pfaden erwandert werden.
Im unteren Teil der Westflanke des Eschebergs verläuft oberhalb der Schmalen Sinn die Schnellfahrstrecke Hannover–Würzburg im 2,12 km langen Schwarzenfelstunnel und auch die Bahnstrecke Flieden–Gemünden unterquert ihn im Ebertsberg-Tunnel.